# Alexăndreni, Edineț
Alexăndreni este un sat din orașul Edineț în Raionul Edineț, Republica Moldova. Până în 2003 era o reședință de comună. Din 2003 sat suburbie a orașului Edineț. 1328 de locuitori conform datelor recensământului din 5-12 octombrie 2004.

## Etimologie
Numele satului este un toponim antroponimic, la origine având numele de grup alexăndrenii - „locuitori pe moșia (în satul) lui Alexandru”, acesta derivat al lui „Alexandru” cu sufixul „-eni”.

## Demografie

### Structura etnică
Structura etnică a satului conform recensământului populației din 2004:
| Grup etnic         | Populație | % Procentaj |
| ------------------ | --------- | ----------- |
| Moldoveni / Români | 1.295     | 97,51%      |
| Ucraineni          | 17        | 1,28%       |
| Ruși               | 15        | 1,13%       |
| Alții              | 1         | 0,08%       |
| Total              | 1.328     | 100%        |